# Grande Prêmio da Espanha de 1991
Resultados do Grande Prêmio da Espanha de Fórmula 1 realizado em Barcelona em 29 de setembro de 1991. Décima quarta etapa do campeonato, foi vencido pelo britânico Nigel Mansell, da Williams-Renault, com Alain Prost em segundo pela Ferrari e Riccardo Patrese em terceiro com a Williams-Renault.

## Resumo

### Novo circuito na Espanha
"O circuito é bonito, muito bem feito e seguro. O traçado é parecido com o do Estoril, mas vai ser mais fácil de ultrapassar porque tem uma curva mais fechada no fim da reta, com uma freada bem forte", disse o tricampeão Nelson Piquet ao avaliar o Circuito da Catalunha. na cidade Montmeló, a 20 km de Barcelona. Construída a partir de fevereiro de 1989, a nova pista ficou pronta dias antes da trigésima segunda edição do Grande Prêmio da Espanha, que em 1990 foi palco do brutal acidente de Martin Donnelly, que bateu na curva Ferrari a 250 km/h, estraçalhou sua Lotus e cujo corpo ficou inerte no asfalto de Jerez. Mesmo sofrendo traumatismo craniano, múltiplas fraturas, lesões no pescoço e nos pulmões, o piloto britânico sobreviveu, tornando a estreia do novo circuito espanhol no calendário da Fórmula 1, algo oportuno, um símbolo de eficiência e modernidade a dez meses das Olimpíadas de 1992.
Fora da pista, algumas mudanças ocorreram: Johnny Herbert tinha um compromisso na Fórmula 3000 Japonesa e foi substituído por Michael Bartels na Lotus, embora este não tenha se classificado para a corrida. Dispensado pela Fondmetal em favor de Gabriele Tarquini, o francês Olivier Grouillard assumiu o lugar do italiano na AGS. Já o português Pedro Chaves, cansado de sofrer com o péssimo Coloni C4 (não avançou em nenhuma das treze sessões de pré-classificação disputadas), encerrou a carreira; e como não pôde convocar um substituto em tempo hábil, sua equipe não saiu da garagem. Por fim, a demissão de Roberto Moreno pela Jordan resultou na estreia de Alessandro Zanardi, futuro bicampeão da Championship Auto Racing Teams e multicampeão paraolímpico de ciclismo.

### Retrospecto de Jerez
Sede do Grande Prêmio da Espanha desde o retorno do pais ao calendário da Fórmula 1, o Circuito de Jerez foi palco do ríspido e emocionante duelo entre a Williams de Nigel Mansell e a Lotus de Ayrton Senna em 1986, num duelo vencido pelo brasileiro por quatorze milésimos de segundo. Nos anos seguintes, Senna teve lampejos de competitividade, colhendo apenas resultados discretos. Vitorioso em 1989, ele mal podia andar devido às dores que sentia após a corrida. Em 1990, Ayrton Senna liderou as primeiras vinte e seis voltas da etapa espanhola e poderia ser campeão caso terminasse em terceiro e Alain Prost não pontuasse, mas o francês da Ferrari venceu a corrida e viu seu rival ficar pelo caminho. Somente brasileiros largaram na pole position em Jerez: quatro vezes com Ayrton Senna e uma com Nelson Piquet. No quesito vitórias, Ayrton Senna e Alain Prost têm duas cada e Nigel Mansell, uma.

### Gerhard Berger em primeiro
Mais rápido no treino de reconhecimento de quinta-feira, Nigel Mansell ficou seis décimos adiante de Ayrton Senna e este superou a Benetton do "calouro" Michael Schumacher por dezoito milésimos num dia onde sobressaiu-se o quarto lugar de Martin Brundle com a Brabham. Finda a sessão, foi possível colher algumas impressões acerca da nova pista, elogiada por Mansell no quesito segurança, embora o britânico tenha ressalvado o grau de exigência da mesma e o quanto isso deve exigir dos freios. Senna ressaltou a qualidade do asfalto, mas quanto a pontos de ultrapassagem, há divergências: na visão de Gerhard Berger e Riccardo Patrese, poucos são os locais adequados para isso, contudo o italiano Stefano Modena, da Tyrrell, definiu a largura da pista como adequada às ultrapassagens, enquanto Piquet ressaltou a grande extensão da reta.
Discreto no dia anterior, Gerhard Berger soube contornar a pouca aderência do asfalto e executou uma volta rápida sem sobressaltos em sua terceira ida à pista, garantindo o melhor tempo no treino oficial de sexta-feira, dois décimos mais veloz em relação a Mansell. Por um erro da McLaren na escolha de pneus, Senna (usando o carro reserva) não foi além da terceira marca, deixando para trás a Williams de Patrese, repetindo na segunda fila a ordem imposta por suas equipes na primeira. A seguir veio Michael Schumacher, cuja Benetton suplantou os carros da Ferrari pilotados por Jean Alesi e Alain Prost, cabendo a Stefano Modena o oitavo lugar com sua Tyrrell. No sábado, o melhor tempo foi de Ayrton Senna, mas nada mudou em relação à titularidade das primeiras posições, exceto pelo arranque de Ivan Capelli, da Leyton House, que subiu para o oitavo posto. Quando o treino terminou, Gerhard Berger celebrou sua primeira pole desde o Grande Prêmio do México de 1990.
Enquanto os motores roncavam na cidade de Montmeló, um outro embate desenhava-se a quilômetros dali, quando o advogado britânico Max Mosley registrou sua candidatura à presidência da Federação Internacional de Automobilismo Esportivo (FISA) contra Jean-Marie Balestre, presidente da entidade desde 1978.

### Olhos nos olhos a 300 km/h
Na largada, o austríaco Gerhard Berger mantém a primeira posição adiante de Ayrton Senna, com Nigel Mansell em terceiro ao final da reta dos boxes. Para a McLaren, era fundamental que Berger pulasse na frente e vencesse, e que Mansell terminasse no máximo em segundo com Senna em terceiro ou quarto lugar para que o brasileiro comemorasse o campeonato com duas provas de antecedência. Todavia, logo no início da quarta volta Mansell, com o carro mais adaptado ao circuito, aproveita o vácuo do carro de Senna e força a ultrapassagem e emparelha sua Williams ao lado do rival na reta dos boxes.
O piloto inglês da Williams pisa tudo no acelerador do seu carro para ganhar a posição enquanto que o brasileiro da McLaren tenta fazer o máximo possível para não perdê-la. Com a preferência da curva, Mansell consegue superar Senna que na curva seguinte tenta dar o troco, mas não conseguindo o feito. Com a pista secando, Mansell e Senna vão para os boxes para a troca de pneus. Com o trabalho mais rápido da McLaren, o brasileiro volta ao circuito na frente do inglês. Na troca de pneus do italiano Riccardo Patrese da Williams, o piloto brasileiro da McLaren vai para a liderança com o seu companheiro de equipe logo atrás. Pela estratégia da equipe, Berger ultrapassa Senna no final da reta dos boxes. Então, o austríaco ia novamente para a liderança e abrindo de Senna que ficava na defensiva tentando segurar o ímpeto de Mansell que precisava vencer na pista espanhola para adiar a festa antecipada do atual campeão. Quando ia abrir a 13ª volta, Senna perde o controle do seu carro rodando no início da reta dos boxes. O líder do campeonato consegue retornar ao circuito em 6º. Sem o brasileiro na sua frente, o piloto da Williams alcança e ultrapassa Berger no miolo da pista e assume a ponta para não perdê-la. O austríaco da McLaren abandonaria a corrida na 33ª volta com problemas elétricos em seu carro impossibilitando de ajudar o seu companheiro de equipe. Senna chegou a ocupar a 3ª posição por quatro voltas seguidas, mas após aquela rodada, seu carro não tinha o mesmo rendimento como no início da prova e ele acabou perdendo as posições para Patrese e voltas mais tarde para Alesi. Com a vitória, o piloto inglês da Williams abaixava para 16 pontos enquanto que o brasileiro da McLaren terminou se arrastando num 5º lugar. Não era agora que o título seria conquistado.

## Classificação da corrida

### Pré-classificação
| Pos. | Nº | Piloto             | Construtor     | Tempo    | Dif.    |
| ---- | -- | ------------------ | -------------- | -------- | ------- |
| 1    | 7  | Martin Brundle     | Brabham-Yamaha | 1:21.504 | —       |
| 2    | 8  | Mark Blundell      | Brabham-Yamaha | 1:21.727 | + 0.223 |
| 3    | 9  | Michele Alboreto   | Footwork-Ford  | 1:23.744 | + 2.240 |
| 4    | 14 | Gabriele Tarquini  | Fondmetal-Ford | 1:23.994 | + 2.490 |
| 5    | 10 | Alex Caffi         | Footwork-Ford  | 1:24.056 | + 2.552 |
| 6    | 18 | Fabrizio Barbazza  | AGS-Ford       | 1:24.744 | + 3.240 |
| 7    | 17 | Olivier Grouillard | AGS-Ford       | 1:25.305 | + 3.801 |

### Treinos
| Pos.    | Nº | Piloto             | Construtor         | Q1       | Q2       | Dif.    |
| ------- | -- | ------------------ | ------------------ | -------- | -------- | ------- |
| 1       | 2  | Gerhard Berger     | McLaren-Honda      | 1:18.751 | 1:21.208 | —       |
| 2       | 5  | Nigel Mansell      | Williams-Renault   | 1:18.970 | 1:19.971 | + 0.219 |
| 3       | 1  | Ayrton Senna       | McLaren-Honda      | 1:19.474 | 1:19.064 | + 0.313 |
| 4       | 6  | Riccardo Patrese   | Williams-Renault   | 1:19.643 | 1:20.392 | + 0.892 |
| 5       | 19 | Michael Schumacher | Benetton-Ford      | 1:19.733 | 1:20.779 | + 0.982 |
| 6       | 27 | Alain Prost        | Ferrari            | 1:20.245 | 1:19.936 | + 1.185 |
| 7       | 28 | Jean Alesi         | Ferrari            | 1:20.197 | 1:20.690 | + 1.446 |
| 8       | 16 | Ivan Capelli       | Leyton House-Ilmor | 1:21.682 | 1:20.584 | + 1.833 |
| 9       | 21 | Emanuele Pirro     | Dallara-Judd       | 1:21.250 | 1:20.651 | + 1.900 |
| 10      | 20 | Nelson Piquet      | Benetton-Ford      | 1:20.853 | 1:20.676 | + 1.925 |
| 11      | 7  | Martin Brundle     | Brabham-Yamaha     | 1:21.415 | 1:20.677 | + 1.926 |
| 12      | 8  | Mark Blundell      | Brabham-Yamaha     | 1:21.021 | 1:20.724 | + 1.973 |
| 13      | 15 | Maurício Gugelmin  | Leyton House-Ilmor | 1:21.319 | 1:20.743 | + 1.992 |
| 14      | 4  | Stefano Modena     | Tyrrell-Honda      | 1:20.788 | 1:21.576 | + 2.037 |
| 15      | 22 | J. J. Lehto        | Dallara-Judd       | 1:22.249 | 1:20.967 | + 2.216 |
| 16      | 24 | Gianni Morbidelli  | Minardi-Ferrari    | 1:21.801 | 1:22.523 | + 3.050 |
| 17      | 33 | Andrea de Cesaris  | Jordan-Ford        | 1:21.865 | 1:22.992 | + 3.114 |
| 18      | 3  | Satoru Nakajima    | Tyrrell-Honda      | 1:22.480 | 1:22.114 | + 3.363 |
| 19      | 23 | Pierluigi Martini  | Minardi-Ferrari    | 1:22.575 | 1:22.510 | + 3.759 |
| 20      | 32 | Alessandro Zanardi | Jordan-Ford        | 1:22.580 | 1:23.448 | + 3.829 |
| 21      | 11 | Mika Häkkinen      | Lotus-Judd         | 1:22.646 | 1:23.407 | + 3.895 |
| 22      | 14 | Gabriele Tarquini  | Fondmetal-Ford     | 1:22.837 | 1:26.214 | + 4.086 |
| 23      | 29 | Eric Bernard       | Lola-Ford          | 1:22.944 | 1:23.883 | + 4.193 |
| 24      | 9  | Michele Alboreto   | Footwork-Ford      | 1:23.145 | 1:23.868 | + 4.394 |
| 25      | 26 | Erik Comas         | Ligier-Lamborghini | 1:23.359 | 1:23.755 | + 4.608 |
| 26      | 25 | Thierry Boutsen    | Ligier-Lamborghini | 1:23.553 | 1:23.623 | + 4.802 |
| 27      | 30 | Aguri Suzuki       | Lola-Ford          | 1:24.211 | 1:26.346 | + 5.460 |
| 28      | 34 | Nicola Larini      | Lambo-Lamborghini  | 1:25.330 | 1:26.109 | + 6.579 |
| 29      | 12 | Michael Bartels    | Lotus-Judd         | 1:25.640 | 1:25.392 | + 6.641 |
| 30      | 35 | Eric van de Poele  | Lambo-Lamborghini  | 1:27.501 | 1:27.566 | + 8.750 |
| Fontes: |    |                    |                    |          |          |         |

### Corrida
| Pos.    | Nº | Piloto             | Construtor         | Voltas              | Tempo/Diferença     | Grid                | Pontos              |
| ------- | -- | ------------------ | ------------------ | ------------------- | ------------------- | ------------------- | ------------------- |
| 1       | 5  | Nigel Mansell      | Williams-Renault   | 65                  | 1:38:41.541         | 2                   | 10                  |
| 2       | 27 | Alain Prost        | Ferrari            | 65                  | + 11.331            | 6                   | 6                   |
| 3       | 6  | Riccardo Patrese   | Williams-Renault   | 65                  | + 15.909            | 4                   | 4                   |
| 4       | 28 | Jean Alesi         | Ferrari            | 65                  | + 22.772            | 7                   | 3                   |
| 5       | 1  | Ayrton Senna       | McLaren-Honda      | 65                  | + 1'02.402          | 3                   | 2                   |
| 6       | 19 | Michael Schumacher | Benetton-Ford      | 65                  | + 1'19.468          | 5                   | 1                   |
| 7       | 15 | Maurício Gugelmin  | Leyton House-Ilmor | 64                  | + 1 volta           | 13                  |                     |
| 8       | 22 | J. J. Lehto        | Dallara-Judd       | 64                  | + 1 volta           | 15                  |                     |
| 9       | 32 | Alessandro Zanardi | Jordan-Ford        | 64                  | + 1 volta           | 20                  |                     |
| 10      | 7  | Martin Brundle     | Brabham-Yamaha     | 63                  | + 2 voltas          | 11                  |                     |
| 11      | 20 | Nelson Piquet      | Benetton-Ford      | 63                  | + 2 voltas          | 10                  |                     |
| 12      | 14 | Gabriele Tarquini  | Fondmetal-Ford     | 63                  | + 2 voltas          | 22                  |                     |
| 13      | 23 | Pierluigi Martini  | Minardi-Ferrari    | 63                  | + 2 voltas          | 19                  |                     |
| 14      | 24 | Gianni Morbidelli  | Minardi-Ferrari    | 62                  | Colisão             | 16                  |                     |
| 15      | 21 | Emanuele Pirro     | Dallara-Judd       | 62                  | + 3 voltas          | 9                   |                     |
| 16      | 4  | Stefano Modena     | Tyrrell-Honda      | 62                  | + 3 voltas          | 14                  |                     |
| 17      | 3  | Satoru Nakajima    | Tyrrell-Honda      | 62                  | + 3 voltas          | 18                  |                     |
| Ret     | 8  | Mark Blundell      | Brabham-Yamaha     | 49                  | Motor               | 12                  |                     |
| Ret     | 26 | Erik Comas         | Ligier-Lamborghini | 36                  | Pane elétrica       | 25                  |                     |
| Ret     | 2  | Gerhard Berger     | McLaren-Honda      | 33                  | Pane elétrica       | 1                   |                     |
| Ret     | 9  | Michele Alboreto   | Footwork-Ford      | 23                  | Motor               | 24                  |                     |
| Ret     | 33 | Andrea de Cesaris  | Jordan-Ford        | 22                  | Pane elétrica       | 17                  |                     |
| Ret     | 11 | Mika Häkkinen      | Lotus-Judd         | 5                   | Rodou               | 21                  |                     |
| Ret     | 16 | Ivan Capelli       | Leyton House-Ilmor | 1                   | Colisão             | 8                   |                     |
| Ret     | 29 | Eric Bernard       | Lola-Ford          | 0                   | Colisão             | 23                  |                     |
| Ret     | 25 | Thierry Boutsen    | Ligier-Lamborghini | 0                   | Colisão             | 26                  |                     |
| DNQ     | 30 | Aguri Suzuki       | Lola-Ford          | Não qualificado     | Não qualificado     | Não qualificado     | Não qualificado     |
| DNQ     | 34 | Nicola Larini      | Lambo-Lamborghini  | Não qualificado     | Não qualificado     | Não qualificado     | Não qualificado     |
| DNQ     | 12 | Michael Bartels    | Lotus-Judd         | Não qualificado     | Não qualificado     | Não qualificado     | Não qualificado     |
| DNQ     | 35 | Eric van de Poele  | Lambo-Lamborghini  | Não qualificado     | Não qualificado     | Não qualificado     | Não qualificado     |
| DNPQ    | 10 | Alex Caffi         | Footwork-Ford      | Não pré-qualificado | Não pré-qualificado | Não pré-qualificado | Não pré-qualificado |
| DNPQ    | 18 | Fabrizio Barbazza  | AGS-Ford           | Não pré-qualificado | Não pré-qualificado | Não pré-qualificado | Não pré-qualificado |
| DNPQ    | 17 | Olivier Grouillard | AGS-Ford           | Não pré-qualificado | Não pré-qualificado | Não pré-qualificado | Não pré-qualificado |
| Fontes: |    |                    |                    |                     |                     |                     |                     |

## Tabela do campeonato após a corrida
| Pos.    | Pilotos          | Pontos |
| ------- | ---------------- | ------ |
| 1       | Ayrton Senna     | 85     |
| 2       | Nigel Mansell    | 69     |
| 3       | Riccardo Patrese | 48     |
| 4       | Alain Prost      | 31     |
| 5       | Gerhard Berger   | 31     |
| Fontes: |                  |        |

| Pos.    | Construtor       | Pontos |
| ------- | ---------------- | ------ |
| 1       | Williams-Renault | 117    |
| 2       | McLaren-Honda    | 116    |
| 3       | Ferrari          | 52     |
| 4       | Benetton-Ford    | 37     |
| 5       | Jordan-Ford      | 13     |
| Fontes: |                  |        |

- Nota: Somente as primeiras cinco posições estão listadas.